# تاپیو هملینن
تاپیو هَمَلَینِن (به انگلیسی: Tapio Hämäläinen) (تولد: ۱۸ ژوئن ۱۹۲۲ - مرگ: ۲۸ ژانویه ۲۰۰۸) بازیگر اهل کشور فنلاند بود.

## حرفه
بیشتر شهرت وی به خاطر بازی در فیلمی به نام «سرباز ناشناخته» محصول سال ۱۹۵۵ میلادی است. همچنین وی در سریال‌های تلویزیونی بسیاری بازی کرده است.